# Sven Metzger
Sven Metzger (* 7. Januar 1992 in Stuttgart) ist ein deutscher Volleyballspieler.

## Karriere
Metzger begann seine Karriere 2003 beim TSV Grafenau. Ein Jahr später wechselte er zum VfL Sindelfingen. Dort arbeitete sein Vater als Trainer. 2006 ging er zum Bundesligisten TV Rottenburg und spielte in der Jugendmannschaft des Vereins. 2008 wechselte der Diagonalangreifer zu den Volley YoungStars Friedrichshafen, der Nachwuchsmannschaft des VfB Friedrichshafen. 2012 kehrte Metzger nach Rottenburg zurück. Dort spielte er bis 2017 in der Bundesliga. Danach spielte Metzger wieder für den VfL Sindelfingen, mit dem er 2018 in die Regionalliga Süd aufstieg.